# Alysson tricolor
Alysson tricolor  (лат.) — вид песочных ос из подсемейства Bembicinae (триба Alyssontini). 
Палеарктика. Европа, Турция.
Мелкие осы (5-7 мм). Мезосома в основном красная. Остальное тело буровато-чёрное с двумя светлыми пятнами на втором тергите брюшка. Жгутик усиков самок 11-члениковый, а у самцов 12-члениковый. Гнездятся в земле. Ловят мелких цикадок.